# Nikom Somwang
Nikom Somwang (tiếng Thái: นิคม สมหวัง, sinh ngày 18 tháng 8 năm 1983), còn được biết với tên đơn giản Aung (tiếng Thái: อั้ง). Anh là một cầu thủ bóng đá từ Roi Et, Thái Lan.

## Danh hiệu
Ubon UMT United
- Regional League Division 2
  - Vô địch: 2015
- Regional League North-East Division
  - Á quân: 2015